# Казанович Павло
Казанович Павло — іконописець 18 ст., ієромонах.
Працював у малярні Києво-Межигірського монастиря.
Брав участь у розписах церкви Білий Спас у Межигір'ї, які позначені виразним малюнком, високою майстерністю жанрової розробки сюжетів, драматизмом.
У 1747 Казановича призначили керівником малярських робіт у Троїце-Сергієвій лаврі. Тут він викладав у іконописній майстерні.